# Confederació Esportiva Internacional Laborista
La Confederació Esportiva Internacional Laborista (en francès Confédération Sportive Internationale du Travail; CSIT) és una organització internacional multiesportiva creada sobre la base dels ideals del moviment obrer internacional. És una organització associada a la Internacional Socialista.
L'any 2011 el Congrés celebrat a Rio de Janeiro va decidir obrir el CSIT a tots els esportistes aficionats i el seu nom va passar a ser "International Workers and Amateurs in Sports Confederation / Confédération Sportive Internationale Travailliste et Amateur".
Promou principalment les següents disciplines esportives: atletisme, bàsquetbol, escacs, futbol, gimnàstica, judo, karate, lluita, natació, petanca, tennis de taula, voleibol i vòlei platja.
Fundada el maig de 1946 els seus antecedents són les organitzacions de les quals és hereva: 
- La Internationale Sportive Ouvrière, fundada el 1913 a Gant (Bèlgica) a partir de las organitzacions nacionals obreres d'esports.
- Després de la Primera Guerra Mundial és refundada l'any 1920 a Lucerna (Suïssa) com a Federació Internacional Obrera per a l'Esport i Condicionament Físic. El 1928 va passar a ser la Internationale Sportive Ouvriere Socialiste que va organitzar les Olimpíades Obreres i va participar en la Olimpíada Popular de 1936.

## Els CSIT World Sports Games
Es tracta d'un esdeveniment on hi ha competició esportiva però sobretot es basa en la convivència entre cultures i l'intercanvi d'experiències entre els participants. No hi ha límit d'edats i els esports que es practiquen són els habituals a la ciutat i territori amfitrions.

### CSIT World Sports Games
- VI-CSIT WSG; Tortosa  Catalunya (2-7 juliol 2019).[1]
- V-CSIT WSG; Riga  Letònia (VI/2017).
- IV-CSIT WSG; Lignano  Itàlia (2015).
- III-CSIT WSG; Varna  Bulgària (VI/2013).
- II-CSIT WSG; Tallinn  Estònia (VII/2010).
- I-CSIT WSG; Rímini  Itàlia (2008).